# Веяс, Дионисиос
Дионисиос Веяс  (греч.  Διονύσιος Βέγιας  Кефалиния, 1810 — Керкира, 1884) – греческий художник 19-го века. Представитель Семиостровной школы греческой живописи.

## Биография

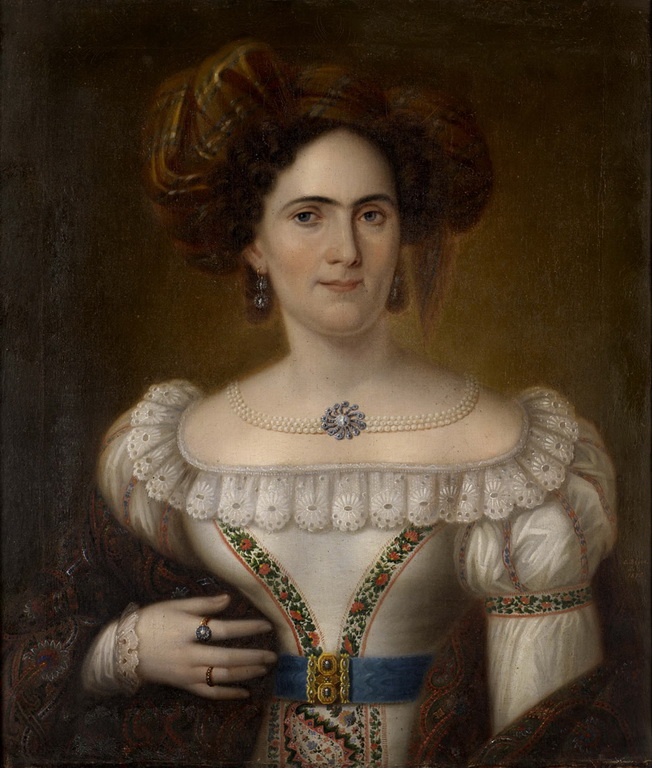
“Портрет женщины” (1870)

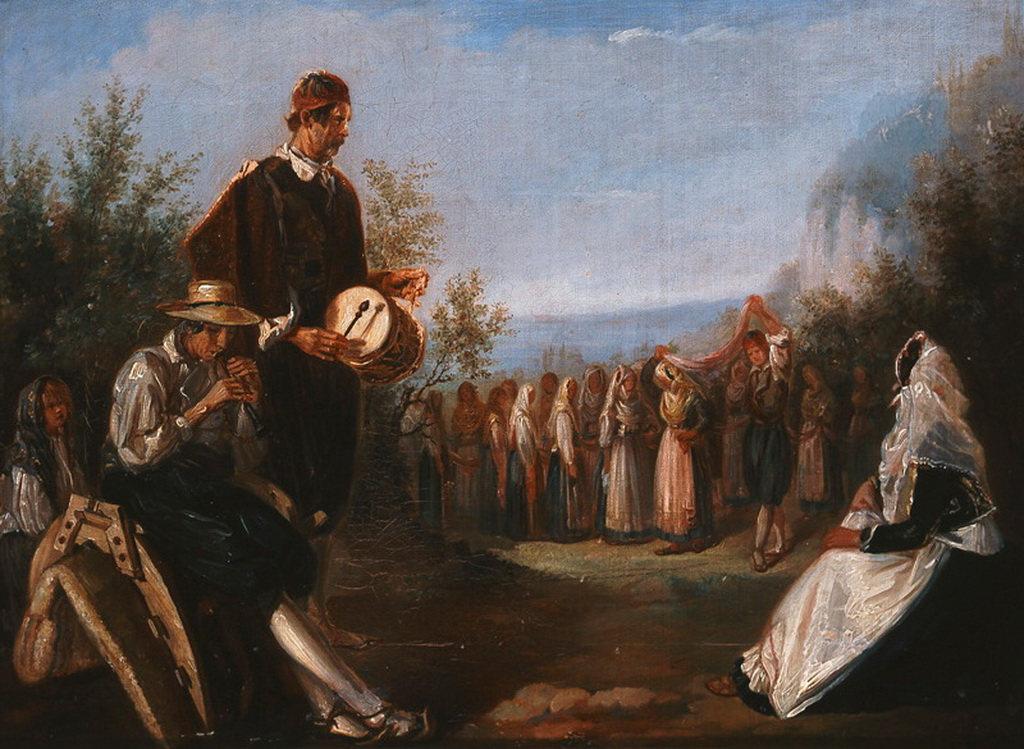
“Танец на Керкире”

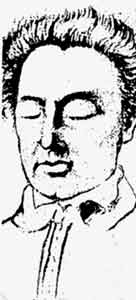
“Дионисиос Соломос мёртвый” (1857)

Дионисиос Веяс родился в 1810 году на острове Кефалиния, в период когда Ионические острова находились под контролем Франции. Через 5 лет острова стали протекторатом Великобритании и была образована Ионическая республика.
Веяс первоначально учился у скульптора Павлоса Просалентиса.
Был отправлен учиться живописи в Италию, в римскую Академию Святого Луки.
Стипендия на его учёбу оплачивалась Ионической республикой.
По завершении учёбы, художник оставался некоторое время в Италии, где писал копии картин художников Возрождения, что в тот период приносило существенный доход молодым художникам.
В 1839 году Веяс вернулся на Керкиру и преподавал в Художественной школе, учреждённой на острове Просалентисом и преобразованной англичанами в Публичную Академию Изящных искусств.
Впоследствии Веяс стал директором Академии.
Одновременно он преподавал рисунок в «Лицее Керкиры».
Веяс принял участие в Международной выставке Лондона (1862) и в выставке «Олимпия» (1875) в Афинах.
Он был также среди учредителей «Литературного общества Керкиры».
Его художественные работы включают в себя портреты, исторические сцены, церковную живопись.
Веяс писал также мифологические сцены («Даная», 1870), что в тот период было довольно редким явлением для Семиостровной живописи.
Веяс находился под влиянием итальянской живописи и продолжал придерживаться идеализации образов и идеалистического стиля в их передаче.
Он также упоминается как скульптор и как первый художник внедривший искусство гравюры на греческих землях.
Дионисиос Веяс умер на Керкире в 1884 году.